# Pompeo Arconati
Il Pompeo Arconati, anche noto come Tiberio Arconati, è una statua marmorea risalente al periodo imperiale (prima metà del I secolo d.C.), dal 1627 posta all'interno del complesso di Villa Arconati a Bollate, nel milanese. Per anni la statua è stata attribuita come un ritratto di Pompeo Magno, ma studi successivi hanno dimostrato come essa raffiguri l'imperatore Tiberio.

## Storia
La scultura venne ritrovata durante i lavori di ristrutturazione del monastero e della chiesa di san Paolo (oggi chiesa di Santa Maria della Vittoria) a Roma, presso l'attuale via XX settembre, e pertanto fu inizialmente di proprietà della locale comunità di frati Carmelitani. Tali lavori ebbero inizio nel 1616 e la statua venne con tutta probabilità rinvenuta nel 1618 quando vennero avviati dei lavori nella vicinanze per la costruzione di un muro. Prima di vendere le statue ritrovate in loco, tra cui quella di Pompeo, i Carmelitani le fecero valutare da due noti scultori ed esperti d'arte dell'epoca, il francese Guillaume Berthelot e Pietro Bernini, padre del più celebre Gian Lorenzo. Oltre alla statua di Pompeo, emersero dal terreno anche una Venere, un Giove e alcune non ben identificate "imperatrici romane". Tutte queste statue vennero poste sul mercato e ad esse pare si sia interessato anche il cardinale Francesco Maria Del Monte, grande collezionista e patrono di Caravaggio, il quale per l'occasione contattò via lettera anche il granduca Cosimo II de' Medici. Nella descrizione del Dal Monte si legge che tra le altre opere vi è un:
Con certezza si sa, da una lettera autografa inviata al cugino e protettore Federico Borromeo, che Galeazzo Arconati si trovava a Roma nel 1621 e proprio in quell'occasione dava annuncio "di aver pigliato sei pezzi di pietra lavorata" per la sua collezione, tra cui probabilmente anche la statua di Pompeo attualmente nella collezione del Castellazzo. Malgrado a Roma fossero già vigenti le disposizioni del cardinale Bonifazio Bevilacqua Aldobrandini relativamente alla restrizione sull'esportazione dei reperti archeologici dalla città verso altre mete, l'acquisto a buon fine testimonia l'assenso della pubblica autorità ed il prestigio dell'acquirente. L'opera giunse a Bollate solo nel 1627, sia per l'enorme difficoltà del trasporto della statua da Roma a Milano coi mezzi dell'epoca, sia perché tra il 1624 ed il 1626 lo stato di Milano fu costantemente attraversato dagli eserciti impegnati nella Guerra dei Trent'anni.
La statua, quando venne acquistata a Roma da Galeazzo Arconati, venne collocata nel 1627 all'interno del vasto giardino della sua proprietà, nel "Teatro di Pompeo", con l'intento di fornire un esempio di caducità della fortuna umana e spunto di riflessione su questo tema ai suoi ospiti ed ai posteri, come contrasto con la sua collezione artistica, pensata per durare nel tempo. In passato (e certamente all'epoca dell'Arconati) la statua era stata tradizionalmente interpretata come l'effige di Pompeo Magno ai cui piedi morì, trafitto dalle pugnalate dei congiurati, Gaio Giulio Cesare nel 44 a.C., ma la ridefinizione successiva della datazione dell'opera ha consentito di sfatare questo mito.
Per meglio proteggerla dagli agenti atmosferici, venne spostata nel 1743 su interessamento di Giuseppe Antonio Arconati Visconti all'interno del museo dove attualmente si trova.

## Descrizione

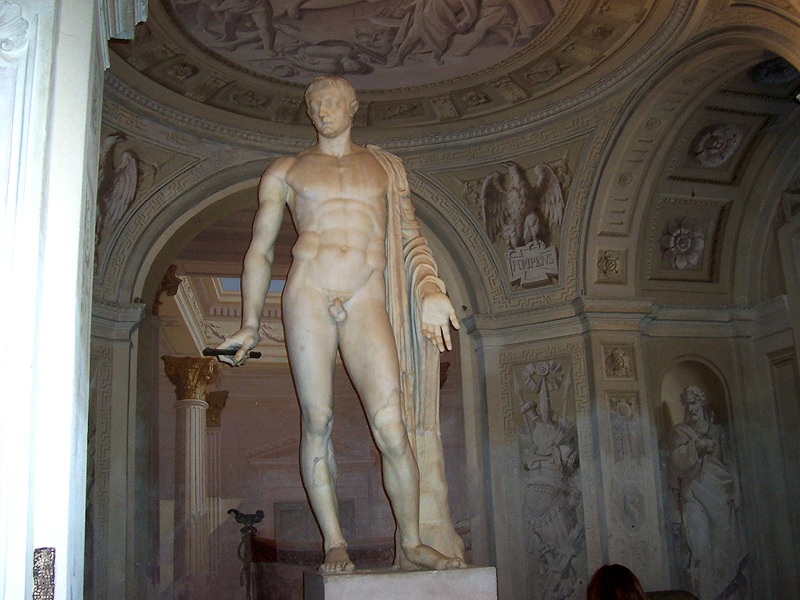
La statua del Pompeo (Tiberio) Arconati nella collocazione del museo dove venne posto dal 1743 su interessamento di Giuseppe Antonio Arconati Visconti, spostandolo dal giardino dove era precedentemente collocato.

La statua è stata in tempi più recenti attribuita alla figura di Tiberio anziché a quella di Pompeo Magno per una serie di elementi che lasciano chiaramente intuire tale dedicazione: la testa, infatti, per quanto restaurata (sono stati integrati il naso, le orecchie e parte del cranio), rispecchia chiaramente i ritratti di Tiberio nel I secolo d.C., ma dell'ultimo periodo del suo regno, fatto deducibile in particolare nella disposizione della frangia ("a coda di rondine" al centro e sulle tempie). Secondo altre ipotesi la statua potrebbe essere stata realizzata nei primissimi anni di regno del successore di Tiberio, il nipote Caligola, il quale avrebbe potuto far realizzare tale statua per creare una somiglianza coi propri tratti così da rafforzare ancor più la sua successione al trono.
Altro aspetto singolare nel Pompeo Arconati è la nudità della statua, fatto insolito dal momento che, a differenza del mondo greco, nelle sculture romane si preferiva sovente nasconderla dietro un mantello panneggiato attorno ai fianchi.. Sono state avanzate poi delle ipotesi di somiglianza con le figure dei membri della famiglia imperiale sui fregi del Sebasteion di Afrodisia e dei Dioscuri nel tempio di Roma. L'area poi del ritrovamento della statua è un indizio di area particolarmente ricca: questa era infatti l'area degli Horti Sallustiani, che erano appartenuti prima a Cesare e poi alla famiglia dello storico Sallustio sino a quando non vennero incamerati come patrimonio dello stato proprio dall'imperatore Tiberio. Gli Horti vennero riallestiti proprio all'epoca di Caligola, motivo per cui egli avrebbe voluto con facilità celebrare il proprio predecessore al trono con una statua.
A rafforzare l'idea del comandante militare, la scultura è stata realizzata con un bastone del comando in mano realizzato in rame, originariamente dorato, perso durante i secoli e ricostruito poi durante il restauro della statua nel XVII secolo.
La figura appare generalmente nell'aspetto simile alla statua di Pompeo di epoca romana presente a Palazzo Spada a Roma, ritrovato circa cinquant'anni prima, la cui identificazione era stata affidata a Flaminio Vacca, per quanto riconosciuto di epoca tardoflavia.
Nel piedistallo vennero apposte dall'Arconati le seguenti iscrizioni latine:
Galeatius / Archonatus / Romae emit / ut humanae fortunae / exemplum posteris hospitibusque suis / in hac villa / attolleret / MDCXXVII.»
La prima delle due, sul fronte della statua, è volta a sottolineare l'importanza della figura di Pompeo all'interno della storia romana antica, mentre la seconda, sul retro, riporta per l'appunto l'acquisto dell'opera da parte di Galeazzo Arconati ed il suo trasporto in villa.
L'opera venne descritta a più riprese nei loro testi da Marcantonio Dal Re, Felice Leonardi, Carlo Goldoni, Carlo Amoretti, Johann Bernoulli, Carlo Torre e Giovanni Sitoni di Scozia.